# Serie A1 2000-2001 (hockey in-line)
La Serie A1 2000-2001 è stata la 5ª edizione del massimo campionato italiano di hockey in-line. Il torneo ha avuto inizio il 5 maggio e si è concluso il 22 luglio 2001.
Lo scudetto è stato conquistato dai Dragons Gallarate per la prima volta nella loro storia.

## Squadre partecipanti
| Club              | Stagione | Città          | Stagione precedente                                        |
| ----------------- | -------- | -------------- | ---------------------------------------------------------- |
| All Stars Milano  | dettagli | Milano         | 1º in Serie A1 girone A, finale dei play-off scudetto      |
| Asiago Vipers     | dettagli | Asiago (VI)    | In Serie A2, promosso                                      |
| Avalanche Bolzano | dettagli | Bolzano        | 1º in Serie A1 girone B, vince i play-off scudetto         |
| Draghi Torino     | dettagli | Torino         | 4º in Serie A1 girone A, primo turno dei play-off scudetto |
| Dragons Gallarate | dettagli | Gallarate (VA) | In Serie A2, promosso                                      |
| Fortitudo Bologna | dettagli | Bologna        | 3º in Serie A1 girone B, primo turno dei play-off scudetto |
| Polet Trieste     | dettagli | Trieste        | 2º in Serie A1 girone A, semifinale dei play-off scudetto  |
| SPV Viareggio     | dettagli | Viareggio (LU) | 2º in Serie A1 girone B, primo turno dei play-off scudetto |

## Prima fase

### Girone A

#### Risultati
| Andata (1ª) | Andata (1ª) | Prima giornata                  | Ritorno (4ª) | Ritorno (4ª) |
|             |             |                                 |              |              |
| 5 mag.      | 9-1         | Avalanche Bolzano-Asiago Vipers | 2-7          | 25 mag.      |
| 5 mag.      | 2-1         | SPV Viareggio-Fortitudo Bologna | 5-5          | 25 mag.      |

| Andata (2ª) | Andata (2ª) | Seconda giornata                    | Ritorno (5ª) | Ritorno (5ª) |
|             |             |                                     |              |              |
| 12 mag.     | 0-8         | Fortitudo Bologna-Avalanche Bolzano | 2-14         | 30 giu.      |
| 12 mag.     | 7-3         | Asiago Vipers-SPV Viareggio         | 11-5         | 30 giu.      |

| \| Andata (3ª) \| Andata (3ª) \| Terza giornata \| Ritorno (6ª) \| Ritorno (6ª) \| \| \| \| \| \| \| \| 19 mag. \| 4-7 \| Fortitudo Bologna-Asiago Vipers \| 1-12 \| 23 giu. \| \| 19 mag. \| 6-2 \| Avalanche Bolzano-SPV Viareggio \| 7-1 \| 23 giu. \| |             |                                 |              |              |
| Andata (3ª) | Andata (3ª) | Terza giornata                  | Ritorno (6ª) | Ritorno (6ª) |
| |             |                                 |              |              |
| 19 mag. | 4-7         | Fortitudo Bologna-Asiago Vipers | 1-12         | 23 giu.      |
| 19 mag. | 6-2         | Avalanche Bolzano-SPV Viareggio | 7-1          | 23 giu.      |

#### Classifica
|  | Pos. | Squadra           | Pt | G | V | N | P | GF | GS | DR  |
|  | ---- | ----------------- | -- | - | - | - | - | -- | -- | --- |
|  | 1.   | Avalanche Bolzano | 15 | 6 | 5 | 0 | 1 | 46 | 12 | +34 |
|  | 2.   | Asiago Vipers     | 15 | 6 | 5 | 0 | 1 | 45 | 24 | +21 |
|  | 3.   | SPV Viareggio     | 4  | 6 | 1 | 1 | 4 | 17 | 37 | -20 |
|  | 4.   | Fortitudo Bologna | 1  | 6 | 0 | 1 | 5 | 13 | 48 | -35 |

Legenda:
  Squadra ammessa ai play-off scudetto.
  Squadra campione d'Italia.
  Squadra vincitrice della Coppa Italia.
Note:
Tre punti a vittoria, uno per il pareggio, zero a sconfitta.
L'Avalanche Bolzano prevale sull'Asiago Vipers per miglior differenza reti nello scontro diretto.

### Girone B

#### Risultati
| Andata (1ª) | Andata (1ª) | Prima giornata                  | Ritorno (4ª) | Ritorno (4ª) |
|             |             |                                 |              |              |
| 5 mag.      | 4-2         | All Stars Milano-Polet Trieste  | 6-2          | 25 mag.      |
| 5 mag.      | 2-9         | Draghi Torino-Dragons Gallarate | 1-13         | 25 mag.      |

| Andata (2ª) | Andata (2ª) | Seconda giornata                | Ritorno (5ª) | Ritorno (5ª) |
|             |             |                                 |              |              |
| 12 mag.     | 3-4         | Polet Trieste-Dragons Gallarate | 4-9          | 30 giu.      |
| 12 mag.     | 8-2         | All Stars Milano-Draghi Torino  | 0-5          | 30 giu.      |

| \| Andata (3ª) \| Andata (3ª) \| Terza giornata \| Ritorno (6ª) \| Ritorno (6ª) \| \| \| \| \| \| \| \| 19 mag. \| 6-13 \| Draghi Torino-Polet Trieste \| 4-6 \| 23 giu. \| \| 19 mag. \| 1-7 \| Dragons Gallarate-All Stars Milano \| 4-4 \| 23 giu. \| |             |                                    |              |              |
| Andata (3ª) | Andata (3ª) | Terza giornata                     | Ritorno (6ª) | Ritorno (6ª) |
| |             |                                    |              |              |
| 19 mag. | 6-13        | Draghi Torino-Polet Trieste        | 4-6          | 23 giu.      |
| 19 mag. | 1-7         | Dragons Gallarate-All Stars Milano | 4-4          | 23 giu.      |

#### Classifica
|  | Pos. | Squadra           | Pt | G | V | N | P | GF | GS | DR  |
|  | ---- | ----------------- | -- | - | - | - | - | -- | -- | --- |
|  | 1.   | All Stars Milano  | 13 | 6 | 4 | 1 | 1 | 29 | 16 | +13 |
|  | 2.   | Dragons Gallarate | 13 | 6 | 4 | 1 | 1 | 40 | 21 | +19 |
|  | 3.   | Polet Trieste     | 6  | 6 | 2 | 0 | 4 | 30 | 33 | -3  |
|  | 4.   | Draghi Torino     | 3  | 6 | 1 | 0 | 5 | 20 | 49 | -29 |

Legenda:
  Squadra ammessa ai play-off scudetto.
  Squadra campione d'Italia.
  Squadra vincitrice della Coppa Italia.
Note:
Tre punti a vittoria, uno per il pareggio, zero a sconfitta.
L'All Stars Milano prevale sui Dragons Gallarate per miglior classifica avulsa nello scontro diretto.

## Play-off scudetto

### Primo turno
| Squadra 1         | Totale | Squadra 2         | Gara 1 | Gara 2 | Gara 3 |
| ----------------- | ------ | ----------------- | ------ | ------ | ------ |
| Avalanche Bolzano | 1 - 0  | Draghi Torino     | 5 - 5  | 6 - 6  | 10 - 3 |
| Asiago Vipers     | 2 - 0  | Polet Trieste     | 7 - 6  | 5 - 2  |        |
| Dragons Gallarate | 2 - 0  | SPV Viareggio     | 8 - 1  | 14 - 3 |        |
| All Stars Milano  | 2 - 0  | Fortitudo Bologna | 5 - 4  | 11 - 4 |        |

### Final four
La Final Four della manifestazione si è disputata dal 21 al 22 luglio 2001 a Piancavallo.
|  | Semifinali        | Semifinali        | Semifinali    |               |                   | Finale             | Finale             | Finale             |  |
|  |                   |                   |               |               |                   |                    |                    |                    |  |
|  | Avalanche Bolzano | Avalanche Bolzano | 4             |               |                   |                    |                    |                    |  |
|  | Avalanche Bolzano | Avalanche Bolzano | 4             |               |                   |                    |                    |                    |  |
|  | Dragons Gallarate | Dragons Gallarate | 7             |               |                   |                    |                    |                    |  |
|  | Dragons Gallarate | Dragons Gallarate | 7             |               | Dragons Gallarate | Dragons Gallarate  | 5                  |                    |  |
|  |                   |                   |               |               | Dragons Gallarate | Dragons Gallarate  | 5                  |                    |  |
|  |                   |                   | Asiago Vipers | Asiago Vipers | 2                 |                    |                    |                    |  |
|  | All Stars Milano  | All Stars Milano  | Asiago Vipers | Asiago Vipers | 2                 | 3                  |                    |                    |  |
|  | All Stars Milano  | All Stars Milano  |               |               |                   | 3                  |                    |                    |  |
|  | Asiago Vipers     | Asiago Vipers     | 4             |               |                   | Finale 3º/4º posto | Finale 3º/4º posto | Finale 3º/4º posto |  |
|  | Asiago Vipers     | Asiago Vipers     | 4             |               |                   |                    |                    |                    |  |
|  |                   |                   |               |               |                   |                    |                    |                    |  |
|  |                   |                   |               |               |                   | Avalanche Bolzano  | Avalanche Bolzano  | 7                  |  |
|  |                   |                   |               |               |                   | Avalanche Bolzano  | Avalanche Bolzano  | 7                  |  |
|  |                   |                   |               |               |                   | All Stars Milano   | All Stars Milano   | 1                  |  |

## Verdetti
| Verdetto                    | Club                          |
| --------------------------- | ----------------------------- |
| Campione d'Italia 2000-2001 | Dragons Gallarate (1º titolo) |